# Jodia aurantiago
Jodia aurantiago là một loài bướm đêm trong họ Noctuidae.